# 彭德 (1911年)
彭德，OBE，ED（英語：Efficiency Decoration，1911年3月19日—1987年10月24日），是英國殖民地官員及漢學家，1959年至1970年擔任香港人口調查處處長（1967年後頭銜改為政府統計處處長）。
彭德於1934年加入香港政府，早年歷任潔淨局擔任行政助理、九龍巡理府、助理戰時稅務專員等職務，並於1941年參與香港保衛戰。香港淪陷後，為日軍禁錮。香港光復後獲釋，先後出任助理輔政司、助理財政司和社會福利署長。
1951年，彭德出任市政局主席。任內，彭德處理寮屋問題，並興建平房區，並為當地居民提供基礎設施。1954年，彭德調任新界民政署長，曾處理新界村民補地價建屋問題以及鄉議局問題。擔任人口調查處（以及政府統計處）處長期間，彭德曾籌備戰後首次人口普查，並與醫務衞生署合作，統計嬰兒出生情況。
公餘以外，彭德熱衷於研究語言和香港歷史，曾經撰寫多篇關於粵語和香港古代史的文章。

## 生平

### 早年生涯
1911年3月19日，彭德出生於倫敦克里克伍德，是亞瑟·巴尼特（Arthur Barnett）和艾米·巴尼特（Amy Barnett）的兒子。彭德早年就學於磨坊山學校（Mill Hill School）。在學時，彭德曾代表學校參與中量級拳擊比賽，亦參與校內欖球、曲棍球等聯社賽事。畢業後，他負笈劍橋大學國王學院，1932年以文學士資格畢業，後於1936年按慣例獲授文學碩士。

### 殖民地生涯
1934年，彭德以官學生身份加入香港政府。投身港府初年，彭德被派往潔淨局擔任行政助理一職，至1937年擔任九龍巡理府一職。1940年，彭德出任助理戰時稅務專員（Assistant Commissioner of War Taxation）。翌年，他先是擔任考試委員會委員，之後調回潔淨局再度擔任政務助理一職。同年，香港保衛戰爆發，彭德服役於香港義勇防衞軍，並被分配至第四炮兵連擔任中尉。香港淪陷後，他先是被囚禁於亞皆老街集中營，後被囚禁於深水埗拘留營。被拘留期間，彭德曾在糧食供應上直接與國際紅十字會駐香港代表交涉，違反了被拘留者不得與直接國際紅十字會代表交談的規則。雖然彭德為此受到鞭打和單獨囚禁懲罰，但被拘留者的待遇亦因此受到改善。
香港重光後，彭德被任命為第三突擊旅的上尉，負責管理九龍、荃灣、屯門、西貢、清水灣、離島地區，並與東江縱隊合作，維持地區治安。他亦就著每周地區治安情況向九龍駐軍會議以及首席民政事務司報告。除了維持地區治安外，彭德亦有份修築基建。他曾經與海軍中尉約翰·雲恩-波茲（John Wynne-Potts）修築西貢公路。
待文治政府於1946年恢復運作後，他於1947年至1948年以及1951年至1952年期間兩度出任助理輔政司一職:20，並於1949年一度出任助理財政司和社會福利署長:23。助理財政司任內，彭德有份參與禁止黃金買賣的工作，並就著黃金買賣禁令對首飾業的影響與金銀首飾業商會商討對策。

#### 市政局主席
1951年，彭德獲委任為市政局主席:67。彭德任市政局主席時，正值大量難民湧入香港，令人口激增，亦衍生了許多寮屋。彭德著手處理寮屋問題，並興建平房區。1952年，彭德制定房屋計劃，於全港劃設19個平房區安置寮屋區居民，允許居民於平房區內興建房屋。他又為興建平房區制定3年計劃，期望於1954年清除所有寮屋。另外，他亦提出建立一個機構以監管平房區。1952年4月九龍仔大坑西大火後，彭德於同年11月將受影響的災民安置於大坑西、東頭，以及位於土瓜灣的石山平房區。

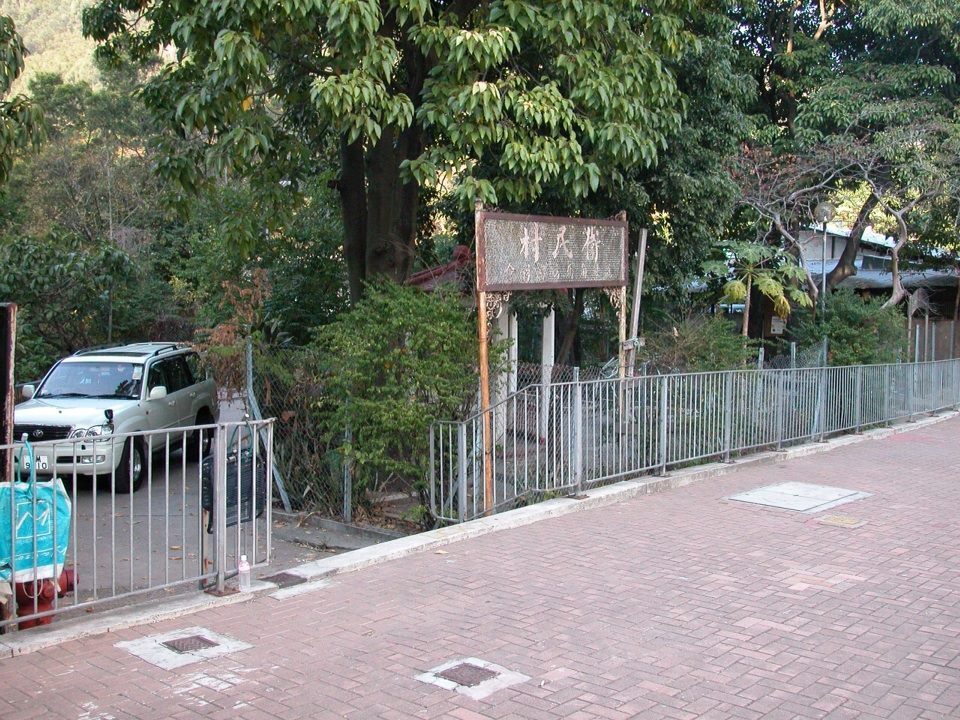
彭德曾經計劃擴建衛民村，並為當地居民提供基礎設施。

1953年，他計劃擴建當時剛落成的衛民村，以容納因興建長沙灣街市而被逼遷的居民。他又將木屋區的居民遷至位於何文田的文華村，並批准居民於該地興建蓋搭符合規格的平房。另外，他又容許平房區居民進行小型工業生產。此外，他又為東頭、衛民村等平房區興建基礎設施；又將文華村內不符合要求的木製房屋重建成以防火物料製成的房屋。同年12月，石硤尾寮屋區發生大火，58203名居民成為災民，無家可歸。事後，彭德協助清拆災區一帶的寮屋，以騰出土地供興建兩層高的平房以安置災民。後來原址再興建石硤尾徙置區，供災民入住。

#### 新界民政署長
1954年，彭德轉任新界民政署長一職。任內，彭德見證新界發展迅速，許多基礎設施均告落成，包括1952年落成的西貢街市、1955年完工的長洲供水網絡，以及1956年落成的上水消防局。值得一提的是，彭德於1955年為西貢區發展提出構想，提出於帆船灣西北海岸填海，以發展農業，並將填海地發展成市鎮。後來該處填海計劃於1980年代開展，成為將軍澳新市鎮。
但是，當時鄉郊建屋政策時常出現改動，令新界居民無所適從。1956年，鄉議局向港督葛量洪爵士表示政府對村民向政府補地價後才能建屋的要求等同「強奪民產」，違反租借新界時對新界居民所作的承諾。同年7月，彭德就著此事向輔政司署匯報，並認為政府出資為偏遠鄉郊提供交通及基建配套，居民在這些鄉村農地建屋後，其土地價值必然上升，因而要求村民建屋時透過向政府補回地價，以彌補城市發展成本和建設費用，並與地主分享發展土地所帶來的升值。另一方面，他又認為這政策是源於清朝時的土地政策，由於清政府沒有在鄉村興建公共設施，故沒理由要求村民補回地價。因此，港英政府在偏遠鄉村實施免補地價安排，只是依照原先的做法。

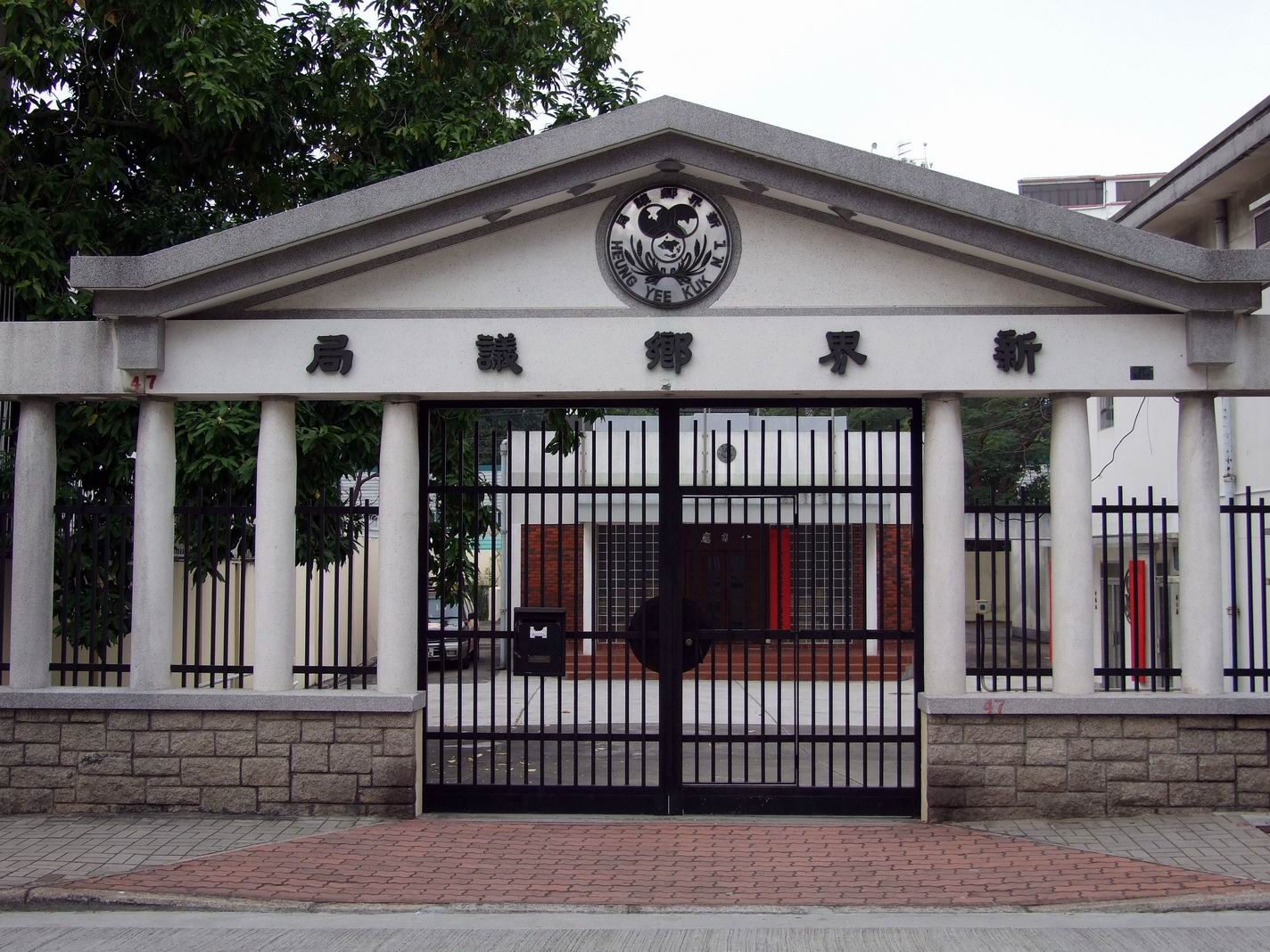
彭德曾經表示政府取消對鄉議局的承認，並勒令鄉議局重組。

此外，政府推動的新界發展，卻常常遇到鄉議局與村民激烈反抗。政府調查後，認為鄉議局經常在背後煽動村民抵抗。另一方面，隨着荃灣等新市鎮迅速發展，令當地鄉事委員會獲得巨大利益，因而支持收地發展，立場亦趨向親政府，這些成員與反政府的傳統大族的摩擦日益增加。1957年6月，彭德表示鄉議局需要登記成為註冊團體，否則政府不會承認鄉議局。但鄉議局認為本身是新界最高民意機構，不應向社團註冊官登記，因此拒絕註冊。同年8月，支持政府改革鄉議局的陳日新向彭德表示當時控制新界鄉議局的賢達已不能代表新界人的意見，又認為重組鄉議局是必要的。未幾，彭德發布聲明，表示政府取消對鄉議局的承認，並通過《鄉議局條例》，命令鄉紳在條例下重組鄉議局。1959年，部分親政府鄉議局成員與政府的倡議下，鄉議局得以重組。

#### 政府統計處處長
1959年，彭德擔任人口調查處（政府統計處前身）處長:32。1960年，他籌備戰後首次人口普查，對此他表示人口普查是為了計劃香港市民及其後代之政策，尤其是針對婦女的政策。他之後亦表示會參考外國的人口普查方法，並就著香港的情況找出適當的方法。他就著公眾對人口普查的憂慮，澄清人口普查不是審查市民，統計員作出詢問僅為核實數據。此外，彭德為預備人口普查，為艇戶進行實驗性統計，又打算重新劃分分區，選擇主要地標作為分界線。待一切準備就緒後，人口普查於1961年舉行。彭德隨後分析結果，並表示整體人口密度並沒有想像中高，但他指出越來越多地方出現高人口密度的情況，其中上環和灣仔均出現每平方公里超過200000人的情況。除此之外，彭德指出香港出生率越來越高，於香港出生的嬰兒數目已超越於廣東出生的嬰兒數目。除了人口普查，彭德還為統計員與統計監督撰寫了各種指南:1，亦有與醫務衞生署合作，統計嬰兒出生情況。1966年，他指出1962年至1966年間整體生育率大幅下降，並指出政府提倡的家庭計劃令香港女性傾向較晚生育。政府統計處處長任內，彭德亦進行多次外訪，包括於1965年出席於貝爾格萊德舉行的世界人口會議，以及於1967年出席於曼谷舉行的亞洲和遠東經濟委員會人口及房屋普查會議。

### 晚年生涯
1970年，服務港府37年的彭德卸下政府統計處處長的職務，展開退休生活。彭德離港前，香港會等團體均有為他餞行。離港當日，彭德於啟德機場受到其好友和同事的歡送。退休以後，彭德獲派至馬拉維和孟加拉，協助聯合國進行人口統計工作:1。彭德退休後定居於阿默舍姆，至1987年10月24日於當地逝世，終年76歲。

## 學術研究
彭德生前熟習粵語、桂林話和客家語，並精通約20種語言，包括法文、希臘文和拉丁文:8。
彭德工餘以外熱衷於研究語言和香港歷史。他發現香港古時是由蜑民等土著居住，香港一帶島嶼長期由蜑民、鶴佬控制，至元代開始才與遷入的漢人融和，因此一些存世的香港地名不能夠用漢語理解。此外他認為，即使李鄭屋古墓於漢代時興建，直至唐代後期香港仍未有具規模的漢人族群，鄧氏和文氏等氏族更要到宋代才定居屏山、新田一帶。除此之外，他又嘗撰文，從時態、詞性等方面比較粵語和印歐語系的不同:101:113，並研究出一套促進粵語和印歐語系互相理解的方法:94。
此外，彭德在香港任職期間也遊歷郊野，並曾經於大嶼山發現石圓環:8。

## 個人生活
彭德信奉英格蘭國教會，並於1946年迎娶小學教師王慶琛（Joan Hing-sam Wong）為妻。彭德夫人祖籍湖南保靖，是東北軍將領王化南少將女兒。她積極參與公共事務，曾任新界婦女會主席。值得一提的是，彭德夫人曾於1959年與梁省德曾因為新界婦女會會務問題而不和，甚至告上法庭，會務更一度停頓近4年。最後在梁省德一派杯葛該會下，彭德夫人於1963年以「無對手」狀態下成功連任新界婦女會主席。兩人育有一女，名為彭世珍（Ruby Shai-chan Barnett）。彭世珍曾於香港及愛爾蘭接受教育，之後考獲律師執業資格。
彭德興趣廣泛。他喜歡下棋，並於1940年獲得香港西洋棋公開賽冠軍，又擔任九龍西洋棋會（Kowloon Chess Club）會長達21年，至1967年為止。此外，彭德亦熱愛射擊、划艇、拳擊、劍擊等運動。
彭德亦熱心參與防衛軍事務。他早於於1937年加入香港義勇防衛軍，1939年以少尉軍銜受任成為軍官，1946年以少校軍銜退役。1949年，彭德重新加入香港防衛軍，並於1950年以中尉軍銜受任成為軍官。

## 榮譽
- 效率獎章（1952年[2]，於1955年加上勳扣[2]）
- 英帝國官佐勳章（1969年[54]）

## 部分著作
- Hong Kong Before The Chinese: The Frame, The Puzzle And The Missing Pieces. Journal Of The Royal Asiatic Society Hong Kong Branch. Vol. 4 (1964), pp. 42-67[44].
  - （直譯：《漢人之前的香港：整體情況、主要情況和被遺忘的史實》。刊於皇家亞洲學會香港分會期刊，1964年第4期，第42至67頁。）
- The Census and You 1966. Government Printer, 1966[55].
  - （中文版：《香港戶口圖解》。香港：政府印務局，1966年。）
- Removing Some Barriers To Comprehension: A New Look At Cantonese Expletives. Journal Of The Royal Asiatic Society Hong Kong Branch. Vol.10 (1970): pp. 94-127[45].
  - （直譯：《消除理解障礙：對於粵語填充詞的新理解》。刊於皇家亞洲學會香港分會期刊，1970年第10期，第94至127頁。）
- Do Words from Extinct Pre-Chinese Languages Survive in Hong Kong Place-Names? Journal Of The Royal Asiatic Society Hong Kong Branch. Vol.14 (1974): pp. 136-159[43].
  - （直譯：《香港地名中是否存在絕種的前漢語語言單詞？》。刊於皇家亞洲學會香港分會期刊，1974年第14期，第136至159頁。）